# Louise Lake-Tack
Bà Louise Agnetha Lake-Tack GCMG  (sinh ngày 26 tháng 7 năm 1944) là cựu Toàn quyền của Antigua và Barbuda. Bà là người phụ nữ đầu tiên giữ chức vụ này.

## Bối cảnh và sự nghiệp trước đó
Louise Lake-Tack được sinh ra tại Giáo xứ St Philip, Antigua vào năm 1944. Bà được giáo dục tại Trường Chính phủ Freetown trước khi theo học trường trung học nữ Antigua ở St. John's. Sau khi tốt nghiệp, bà di cư đến Vương quốc Anh, nơi bà học điều dưỡng tại Bệnh viện Charing Cross. Sau khi hoàn thành việc học, bà làm việc đầu tiên tại Bệnh viện Tim Quốc gia và sau đó tại Phòng khám Harley Street.
Lake-Tack tiếp tục học và tốt nghiệp ngành luật và sau đó phục vụ như một thẩm phán tại cả hai Tòa án Thẩm phán Marylebone và Horseferry. Bà cũng ngồi tại Tòa án Pocock Street Crown Court và Tòa án Middlesex Crown để xét xử các vụ kiện kháng cáo từ các tòa án cấp dưới. Bà từng là thành viên của Hiệp hội Quốc gia Antigua và Barbuda (London) trong 24 năm trước khi được bổ nhiệm làm Toàn quyền.

## Cuộc sống cá nhân
Lake-Tack là một góa phụ và có hai con.

## Toàn quyền
Bà nhậm chức Toàn quyền Antigua và Barbuda vào ngày 17 tháng 7 năm 2007. Bà là người phụ nữ đầu tiên giữ chức vụ này. Vào ngày 14 tháng 8 năm 2014, bà được thay thế bởi Ngài Rodney Williams, người nhậm chức Toàn quyền thứ tư của Antigua và Barbuda.

## Tranh cãi
Một thời gian ngắn trước khi bà Louise Lake-Tack nghỉ hưu, bà dưới quyền lực của văn phòng đã trao tặng một số danh hiệu quốc gia nhất định của Antigua và Barbuda cho 19 người, bao gồm một hiệp sĩ về chính con trai bà và huy chương cho người làm vườn. Những lần trao danh hiệu này đã bị lên án là bất hợp pháp bởi thủ tướng mới được bầu. Toàn quyền có được quyền hạn theo Mục 22 của Hiến pháp quốc gia và đóng vai trò là đại diện của Nữ hoàng với quyền hạn đặc quyền. Toàn quyền hoạt động độc lập với Thủ tướng.
Khi được vinh danh, Toàn quyền tuyên bố rằng bà đã hành động dưới quyền lực đặc quyền. Hơn nữa, Đạo luật Danh dự Quốc gia năm 2000 đã ghi rõ thẩm quyền theo luật định cho các đề cử độc lập của bà cho các giải thưởng và Hiệp sĩ chỉ có thể bị tước đi bởi lệnh giáng cấp, nếu người nhận hành động theo cách đó để làm cho danh dự bị phá hủy. Bà Louise giải thích công khai lý do cho sự tôn vinh; duy trì rằng các cá nhân mà bà ấy đã trao tặng là vô giá đối với văn phòng của Toàn quyền và do đó được trao tặng.

## Danh dự
Vào ngày 16 tháng 10, Lake-Tack đã được đầu tư với tư cách là Bà của Dòng đáng kính của Thánh John (DStJ), và vào ngày 13 tháng 11 năm 2007 được bổ nhiệm làm Bà Grand Cross của Dòng Thánh Michael và Thánh George (GCMG).